# Muscoli epitrocleari

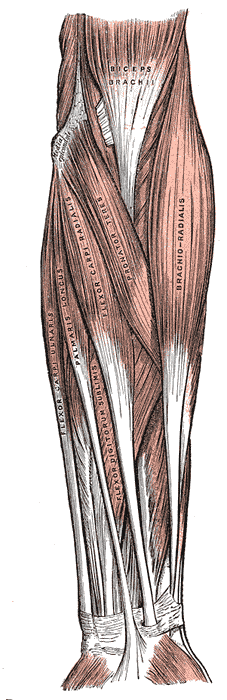
I muscoli epitrocleari, situati medialmente al muscolo brachioradiale.

I muscoli epitrocleari o muscoli epicondiloidei mediali sono un gruppo di quattro muscoli dell'avambraccio aventi comune origine dall'epitroclea dell'omero e situati nella loggia anteriore superficiale della fascia antibrachiale. In senso latero-mediale, essi sono:
- Muscolo pronatore rotondo
- Muscolo flessore radiale del carpo
- Muscolo palmare lungo
- Muscolo flessore ulnare del carpo